# 조나탄 로시니
조나탄 로시니(Jonathan Rossini, 1989년 4월 5일 스위스 지우비아스코 ~ )는 스위스의 전 축구 선수이다.